# Juan Velasco Fernández de la Cuesta
Juan Velasco Fernández de la Cuesta, Marqués de Villa Antonia (I). Vitoria, Álava, 7 de febrero de 1821 – Fuente Álamo, Murcia, 26 de noviembre de 1895 fue un militar, parlamentario español.

## Biografía
Juan Velasco nació en Vitoria el 7 de febrero de 1821 hijo de Pedro Velasco Marquina de la Peña, natural de Villadiego (Burgos), y de Jacinta Fernández de la Cuesta y Echeverría, natural de Vitoria. Entre sus hermanos destacan Ladislao, alcalde de Vitoria en 1865, 1874 y 1877 y también parlamentario en 1872, y Lino, alcalde de Vitoria en 1873.

## Trayectoria
El 29 de agosto de 1851 contrajo matrimonio con María Antonia Palacios Gaytán de Ayala, nacida en Azcoitia (Guipúzcoa), el 18 de enero de 1829, hija del también parlamentario Francisco María Palacios Balzola y de Francisca de Borja Gaitán de Ayala Zuloaga, tía del también parlamentario Cándido Gaytán de Ayala Areizaga. De este modo surgieron sus lazos con esta ilustre familia guipuzcoana, que le llevarían a las Cortes como representante de esta provincia. El matrimonio Velasco Palacios tuvo cuatro hijos: Luis, militar de profesión; Juan; José, militar y diputado a Cortes en 1903 y senador en 1905, y María del Carmen.
Era propietario de la finca Villa Antonia en Fuente Álamo (Murcia), con una extensión de 400 hectáreas de regadío. En este mismo municipio poseía la finca Balsapintada, adquirida en sucesivas compras entre los años 1865 y 1873, con una extensión de 4,5 hectáreas.
Su vocación, al igual que a sus hermanos José y Víctor, le llevó a la carrera de las armas. El 29 de diciembre de 1835 ingresó como cadete en el Colegio de Artillería. Participó en la I Guerra Carlista y en las operaciones militares de 1843 en Cataluña y 1844 en Zaragoza. Ese mismo año pasó al Cuerpo de Estado Mayor destinado en Valencia, en Vitoria, en Canarias y Andalucía. En este periodo levantó diversos itinerarios descriptivos y topográficos para el Estado Mayor del Ejército. En 1859, con el grado coronel, fue nombrado segundo jefe del Estado Mayor del Ejército de África.
En 1864 quedó como supernumerario del Ejército por haber sido elegido diputado a Cortes por el distrito de Vergara (Guipúzcoa) gracias a los buenos oficios de su familia política. Tras cesar como parlamentario fue nombrado vocal de la Junta Superior Facultativa del Cuerpo de Estado Mayor (23 de noviembre de 1865). En 1886 fue nombrado jefe del Depósito de Guerra y como tal jefe de todos los trabajos geográficos del mismo, como la elaboración del mapa de España.
Tras el destronamiento de Isabel II pidió su pase a retiro por lealtad a la Reina, que le fue concedido el 28 de junio de 1871. Pasó a residir en su finca de Villa Antonia. Isabel II le encargó la dirección de los estudios de su hijo Alfonso, por lo que le acompañó por Europa en su formación y durante su estancia en Sandhurst (Reino Unido). El 7 de enero de 1875 acompañó a Alfonso XII en la fragata Navas de Tolosa en su regreso a España.
En enero de 1875 se reincorporó al Ejército y fue ascendido a brigadier de Estado Mayor y nombrado ayudante de campo de S.M. el Rey (1875-1877). En 1877 fue nombrado presidente de la Comisión histórica de la Guerra Civil y vocal de la Junta Superior Facultativa del Cuerpo de Estado Mayor. En 1877 y 1879 fue elegido senador por la provincia de Álava, sin que tuviese una participación destacada en la vida parlamentaria. En 1879 pasó a ocupar la Jefatura de Estado Mayor de la Capitanía General de Cataluña, manteniendo la Presidencia de la Comisión histórica, hasta el 27 de setiembre de 1881 en que tomó posesión del cargo de jefe del Depósito de Guerra. Posteriormente recibió el encargo de diversas comisiones para tratar cuestiones relativas a Andorra y a la conexión ferroviaria con Francia. En 1883 fue nombrado senador vitalicio. En 1886 ascendió a mariscal de campo y fue nombrado segundo cabo de la Capitanía General de Navarra, así como gobernador militar de dicha provincia. El 9 de febrero de 1889 cesó en este cargo y pasó a la Sección de reserva del Estado Mayor General del Ejército. A lo largo de su carrera recibió numerosas distinciones y condecoraciones españolas y extranjeras.
Falleció a causa de una hemorragia cerebral, a la edad de 74 años, en su hacienda de Villa-Antonia, término de Fuente Álamo (Murcia).

## Obras
- “La Batalla de Vitoria, 21 de junio de 1813”, en Asamblea del Ejército, I (1856)
- “El ferro-carril de los Alduides considerado bajo el punto de vista militar”, en Asamblea del Ejército, II (1857)
- Memoria sobre un ramal de Ferrocarril de 18 Kil. entre Crispijana e Izarra en la Provincia de Álava, para acortar en 47 kilómetros la línea de Bilbao a Vitoria, Guipúzcoa, Navarra y Francia por Miranda, 1862.